# Widok na Vessenots nieopodal Auvers
Widok na Vessenots nieopodal Auvers (hol. Een groep huizen in een landschap, ang: View of Vessenots Near Auvers) – obraz olejny (nr kat.: F 797, JH 2003) namalowany przez Vincenta van Gogha w maju 1890 podczas jego pobytu w miejscowości Auvers-sur-Oise, obecnie w zbiorach Muzeum Thyssen-Bornemisza w Madrycie.

## Historia
20 maja 1890 Vincent van Gogh przyjechał do Auvers-sur-Oise, niewielkiej wioski położonej trzydzieści pięć kilometrów na północ od Paryża, gdzie przed nim byli już inni artyści, jak Charles-François Daubigny i Paul Cézanne. W Auvers Vincent znalazł się pod opieką Paula-Ferdinanda Gacheta, lekarza i kolekcjonera sztuki, którego wynajął brat artysty Theo van Gogh z rekomendacji Camille'a Pissarro. Paromiesięczny okres spędzony w Auvers był bardzo produktywny. Podczas ostatnich tygodni swego życia Vincent namalował kilka portretów oraz liczne pejzaże, w tym "Les Vessenots", teren, na którym mieszkał doktor Gachet, pierwszy właściciel obrazu.
Van Goghiem w tym czasie miotały różnego rodzaju sprzeczne nastroje: z jednej strony ogromne połacie żyznej ziemi uprawnej, które malował, dawały mu poczucie wolności, a z drugiej – nasilały w nim uczucie melancholii i samotności, które w końcu doprowadziły go do samobójstwa.

## Opis
Pejzaż przedstawiający "Les Vessenots", na obrzeżach Auvers, ukazuje grupę starych, wiejskich domków umieszczonych tuż pod podniesionym horyzontem; przed nimi, na pierwszym planie, rozciągają się pola pszenicy, urozmaicone jedynie kilkoma kołyszącymi się drzewami. Dla oddania kolorystyki artysta użył tylko paru barw, głównie jasnych zieleni i żółcieni. Malowidło, podobnie jak wiele innych pejzaży powstałych w ostatnim okresie życia van Gogha, charakteryzuje się nerwowymi pociągnięciami pędzla, kładzionymi przez niego na płótno w powtarzającym się, falującym rytmie.
Tym, co według głównego kustosza i dyrektora artystycznego muzeum Thyssen-Bornemisza, Guillermo Solany odróżnia krajobrazy Auvers pędzla van Gogha od pejzaży jego możliwych prekursorów, jak Daubigny, Georges Michel czy płótna XVII-wiecznych malarzy holenderskich, jest wysoki horyzont, stanowiący ponadto "ogólną cechę zaawansowanego pejzażu w malarstwie drugiej połowy XIX w."